# 岐阜メモリアルセンター

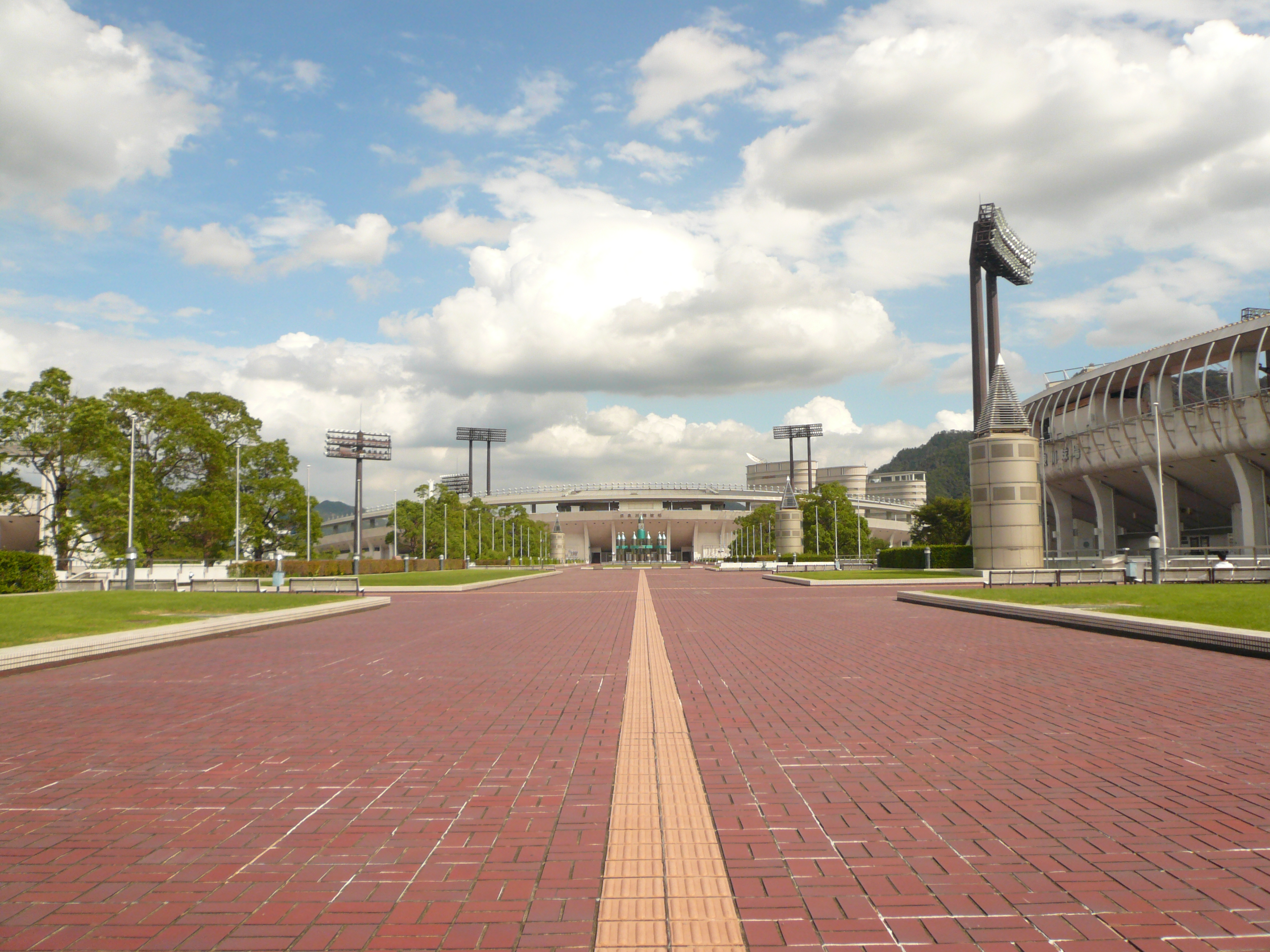
サンサンデッキ、奥が長良川競技場

岐阜メモリアルセンター（ぎふメモリアルセンター、Gifu Memorial Center）は、岐阜県岐阜市にあるスポーツ施設等を有する公園。岐阜県県営の都市公園である。施設は岐阜県が所有し、公益財団法人岐阜県スポーツ協会が運営管理を行っている。

## 概要
市街地北側、長良川右岸側に位置する運動公園。名称は「センター」だが、県が運営する都市公園のひとつである。
現在メモリアルセンターがある岐阜市長良福光にはかつて1965年に開催された第20回岐阜国体に合わせ、岐阜県営グラウンドとして岐阜県営野球場などのスポーツ施設が整備され、また数百m離れたところには岐阜刑務所があった。しかしいずれも老朽化し、更に刑務所も市内の別の場所（岐阜市則松地区）へ移転したため、県はこれら施設を撤去した後、新たにスポーツ施設を建設して運動公園として整備する方針を決めた。敷地は一旦更地化された後、1988年に開催された「ぎふ中部未来博」のメイン会場として使用され、未来博終了後からメモリアルセンターの整備事業が本格的に始まり、1991年に長良川競技場など一部施設が竣工し開場。その後も整備が進められ、数年後に全施設が完成した。
体育館は基本的にスポーツ利用が殆どであり、コンサートやイベントは隣接する長良川国際会議場が利用されることが殆どであるが、まれに当館が利用されることがある（最近では2014年に小田和正が使用）。
敷地内には「ぎふ中部未来博」のモニュメントである岡本太郎作の「未来を拓く塔」と美濃焼を素材に造られた「淡墨桜大陶壁」や、高橋尚子の金メダル獲得を讃えゴールシーンを模した「高橋尚子像」など競技施設以外の見所も多い。
2020年東京オリンピックの聖火リレーでセレブレーション会場となった、聖火ランナーは公募により1万人程度が選ばれた、聖火リレーについて、組織委員会はスポンサー企業4社と各都道府県実行委員会が行ったランナー公募に延べ53万5717件の応募があったと発表した。
2041年10月25日に観測される金環日食の中心線がこの公園を通過する。

## 主な施設

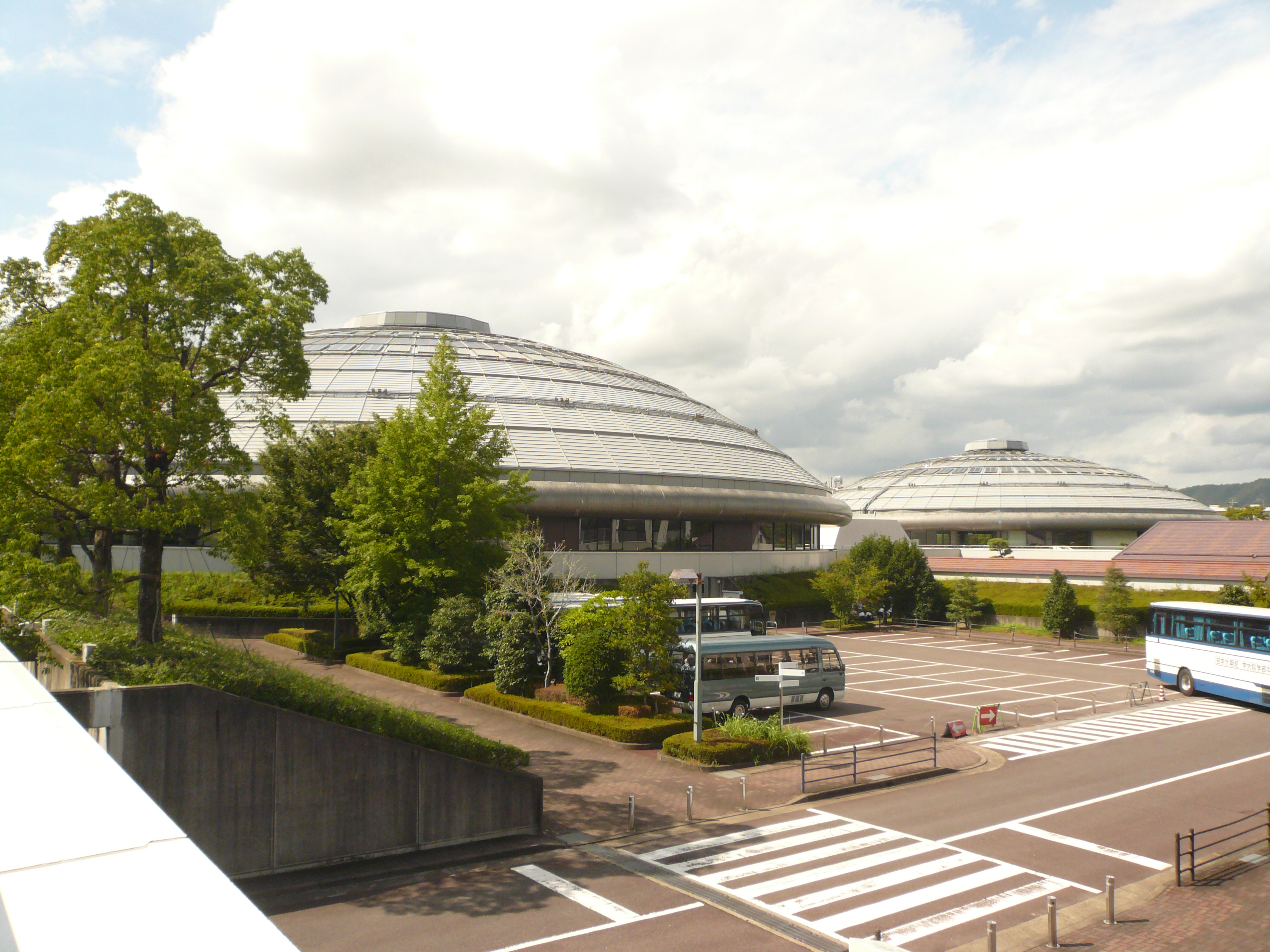
で愛ドーム（左）、ふれ愛ドーム（右）

- 岐阜メモリアルセンター長良川競技場
- 長良川球場
- 長良川球技メドウ

### 体育館
- メインアリーナ「で愛ドーム」 4,500人収容
- サブアリーナ「ふれ愛ドーム」 600人収容

## その他の施設
- 本館

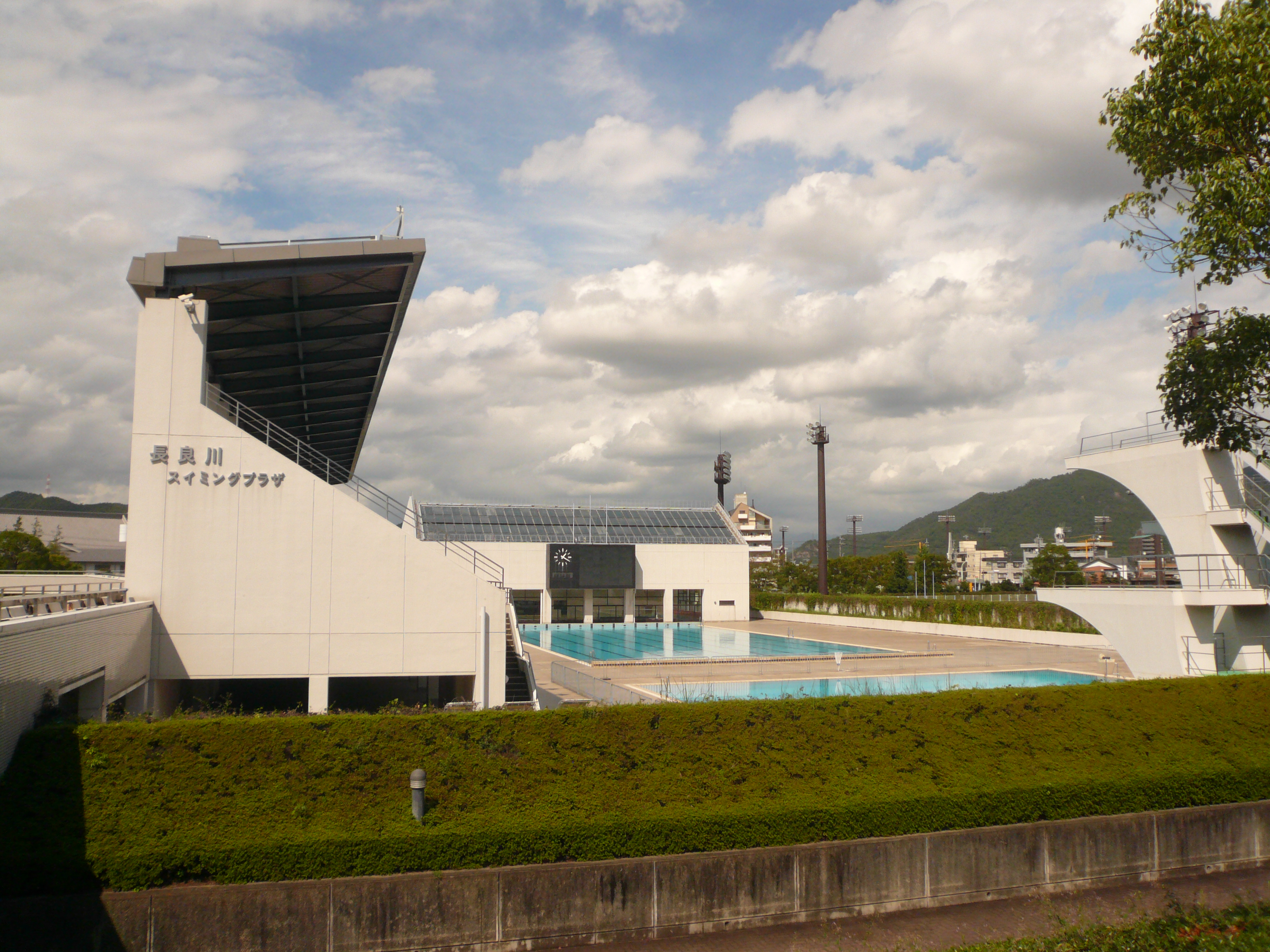
長良川スイミングプラザ

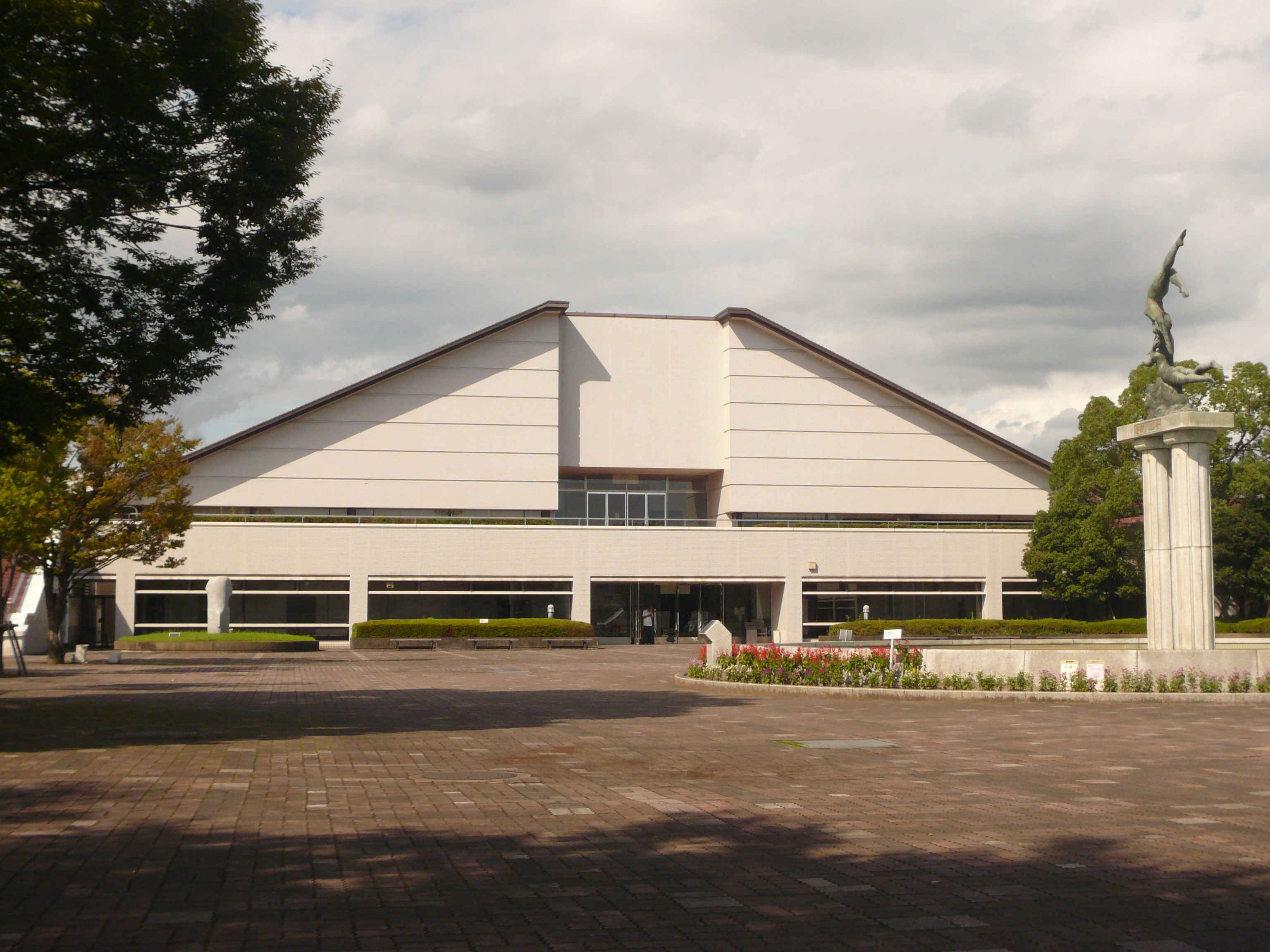
武道館

  - 事務室、会議場、体育室、トレーニング室、レストラン 等
- 長良川テニスプラザ（テニスコート）　   
面積15,705m2 客席4,324席（センターコート：2,068席、一般コートサイドスタンド：1,600席、メインスタンド：656席）ナイター設備：照明塔8基（センターコート1,250Lx、一般コート1,000Lx）
- 長良川スイミングプラザ
屋内25m屋内プール、屋外50mプール、屋外飛込プール（面積8,883m2　客席1,850席、日本水泳連盟公認プール）
- 武道館（柔道3面、剣道3面）
- 相撲場
- 長良川弓道場
- サンサンデッキ
高架になった岐阜メモリアルセンター中央を東西に通るメーンストリートで、デッキ下部（1階部分）が駐車場になっている。

## アクセス

### バス
- 岐阜バス
最寄りバス停は、金華橋通り上にある「岐阜メモリアルセンター正門前」、北門に近い「岐阜メモリアルセンター前」および鷺山本通り上にある「岐阜メモリアルセンター北」の3つがある。
  - JR岐阜駅北口・「JR岐阜」バス停から
    - 10番のりば発 三田洞線 (K50)長良八代公園行き・(K55)粟野西5丁目行きで「岐阜メモリアルセンター正門前」または「岐阜メモリアルセンター前」下車
    - 10番のりば発 城田寺団地線 (K49)城田寺団地行きで「岐阜メモリアルセンター正門前」下車（経路は三田洞線と同じだが、北門最寄りの岐阜メモリアルセンター前は通らない）
    - 11番のりば発 市内ループ線左回り、または岐南町線(N37)岐阜大学病院行きで「岐阜メモリアルセンター北」下車（いずれの線区も同じ経路である）
    - 11番のりば発 市内ループ線右回りで「岐阜メモリアルセンター北」下車（左回り及び岐南町線より少々遠回り）
    - 8番のりば発 忠節長良線 (C31)おぶさ行き・(C33)長良川国際会議場行きで「岐阜メモリアルセンター前」下車（やや遠回りで本数も少ない）

  - 名鉄岐阜駅隣・「名鉄岐阜」バス停（岐阜バスターミナル）から
    - Cのりば発 三田洞線 (K50)長良八代公園行き・(K55)粟野西5丁目行きで「岐阜メモリアルセンター正門前」または「岐阜メモリアルセンター前」下車
    - Cのりば発 城田寺団地線 (K49)城田寺団地行きで「岐阜メモリアルセンター正門前」下車（経路は三田洞線と同じだが、北門最寄りの岐阜メモリアルセンター前は通らない）

  - 名鉄岐阜駅前・「名鉄岐阜」バス停（神田町通り）から
    - 4番のりば発 市内ループ線左回りで「岐阜メモリアルセンター北」下車

上記のほか、長良橋を経由するバス（行先番号：N32‐N86。ただし、新快速便を除く）で「鵜飼屋」下車、西へ徒歩15～20分。
プロ野球・サッカー公式戦等開催時は、臨時バスが運行されることがある。
- 岐阜市コミュニティバス にっこりバス
  - 南側に「岐阜メモリアルセンター」バス停がある。

### 車
- 東海環状自動車道 岐阜ICより約10分
- 名神高速道路 岐阜羽島ICより約40分
- 東海北陸自動車道 岐阜各務原ICより約40分

自家用車用の駐車場は施設内及び周辺にわずかしかなく、大きなイベントやプロ野球の開催時は駐車は困難となる。このため県と主催者は岐阜市一日市場地内と長良川おぶさ河川敷内に臨時駐車場を設け、多客時にはシャトルバスによるパークアンドライドを行っている。

## 施設内の風景

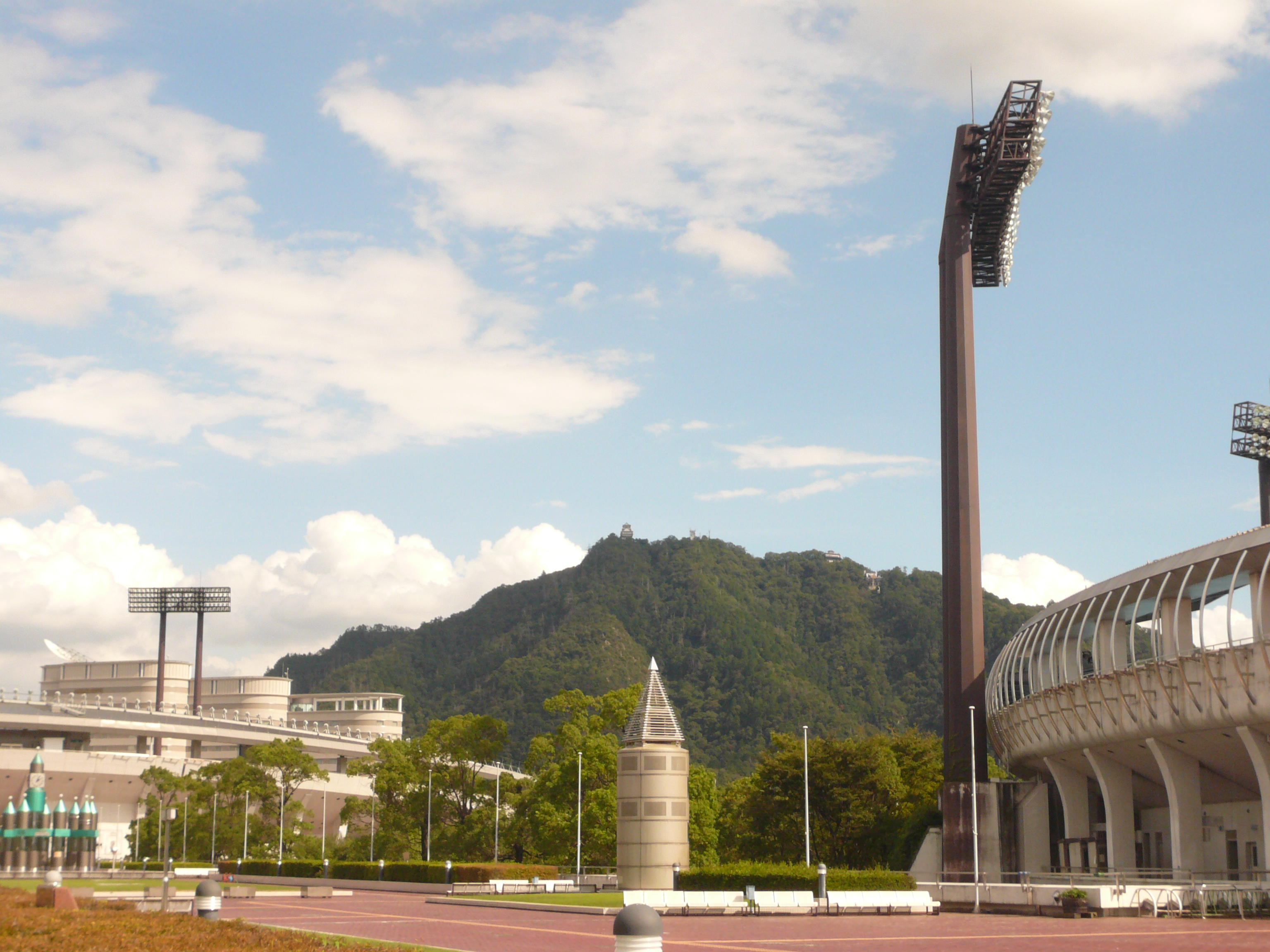
サンサンデッキから金華山を望む
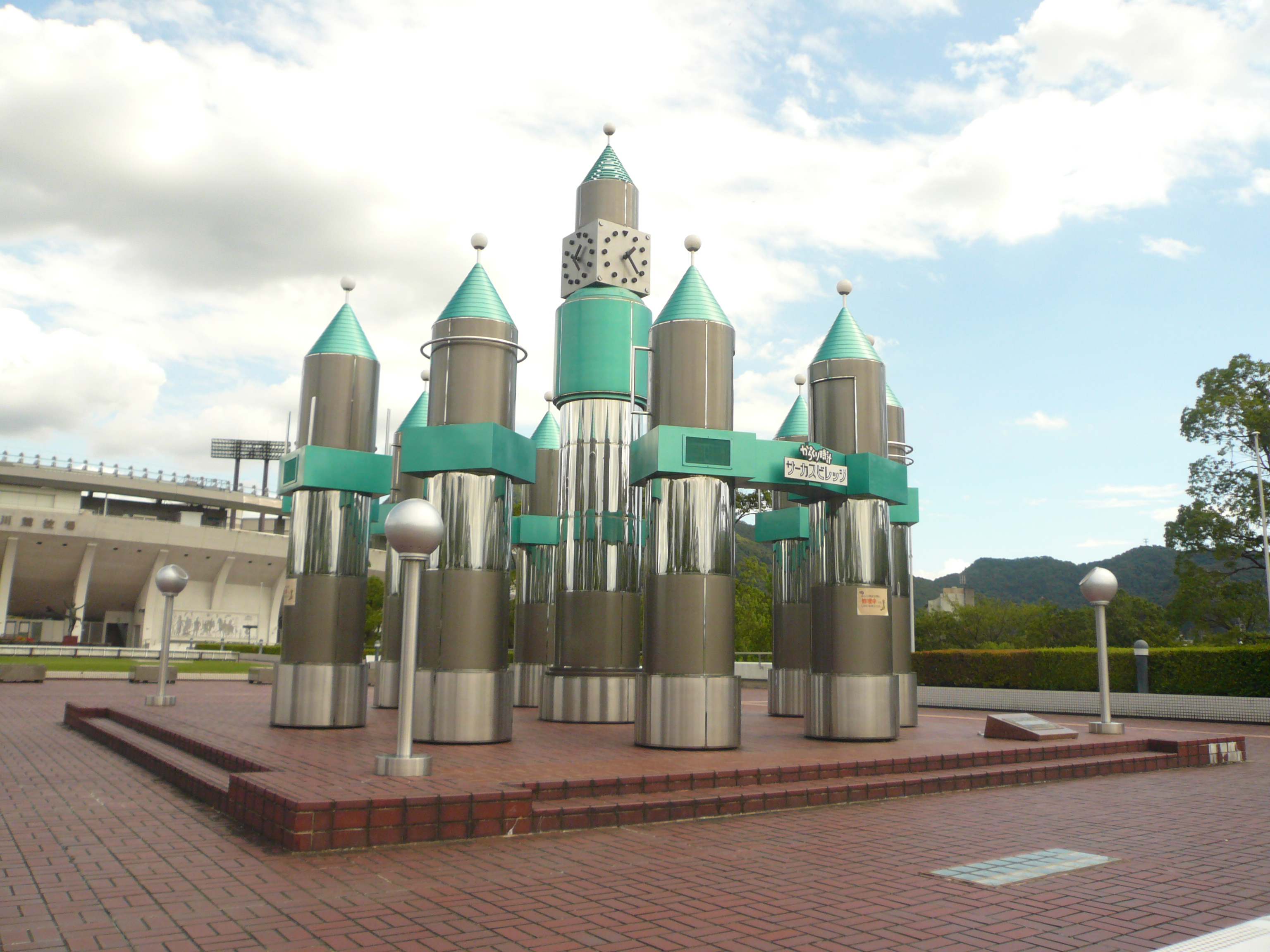
サーカスビレッジ （からくり時計）

## 周辺施設
- 長良川スポーツプラザ
- ぎふ清流文化プラザ（旧：未来会館）（岐阜メモリアルセンターの西側で道路一本隔てて建設）
- 長良川国際会議場（岐阜メモリアルセンター東側で道路一本隔てて建設）